# 矢沢華奈子
矢沢 華奈子（やざわ かなこ、1993年1月12日 - ）は、日本の女優。神奈川県出身。スターダストプロモーションに所属していた。旧芸名は片岡 華奈子（かたおか かなこ）。

## 人物・エピソード
- 2012年穴吹ハウジングサービス「部屋ナビshop」イメージキャラクターに選出され、CM撮影が広島市内で実施された[1]。
- 2014年4月に芸名を『片岡 華奈子』から現在の『矢沢 華奈子』に変更した。

## 出演

### 雑誌
- B.L.T. CM GIRLS Vol.2（東京ニュース通信社）[2]

### 映画
- 瞬間少女（2013年8月31日、公野研究室） - 主演・小林遥華 役
- 恋愛漫画はややこしい〜集まれ! 恋する妄想族〜（2014年5月10日、Kingdom Entertainment） - 吉田詩織 役

### 短編映画
- はしれ!（2011年） - 主演・朋子 役[注 1]

### テレビドラマ
- 古代少女ドグちゃん 第9話（2009年12月2日、MBS） - スミレ 役
- ティーンコート 第7話（2012年2月21日、日本テレビ）
- みをつくし料理帖（2014年6月8日、テレビ朝日) - 初音 役

### 舞台
- 飯田家の最期（2011年6月8日 - 12日、アクアスタジオ） - 岡本ゆうな 役
- 優しい魔法のとなえ方2011（2011年11月3日 - 6日、ラゾーナ川崎プラザソル） - 五十嵐あんず 役
- 君死にたまふことなかれ（2012年2月8日 - 12日、アクアスタジオ） - 佐藤あき 役
- 愛しのバックストリート（2012年7月11日 - 15日 / 10月25日 - 28日、東京 / 大阪） - 主演・徳山沙紀 役

### MV
- ひいらぎ 「かけら」（2009年8月26日）
- High Speed Boyz 「叶えたい夢がある 〜4EVER BOYZ AND GIRLZ SPIRIT〜」（2009年12月9日）
- 平井堅 「アイシテル」（2010年11月10日）
- ステレオポニー 「小さな魔法」（2010年12月8日）
- SA.RI.NA 「もう大丈夫」（2011年2月9日）
- さよならポニーテール 「恋するスポーツ」（2012年5月25日）
- UNIST 「13月のソラノシタ」（2012年12月12日）

### CM
- 尾崎商事 カンコー学生服（2010年 - 2011年）
- ABCマート（2010年 - 2011年）
- 穴吹ハウジングサービス 部屋ナビShop（2012年 - ）[注 2]